# Wiktor Eduardowitsch Minibajew
Wiktor Eduardowitsch Minibajew (russisch Виктор Эдуардович Минибаев; englisch Victor Minibaev; * 18. Juli 1991 in Rusa, Russische SFSR, Sowjetunion) ist ein russischer Wasserspringer. Er startet beim 10-m-Turmspringen und beim 10-m-Synchronspringen an der Seite von Ilja Sacharow bzw. Alexander Bondar.
Seine bislang größten sportlichen Erfolge waren der Gewinn der Silbermedaille bei den Europameisterschaften 2010 in Budapest und der Gewinn der Bronzemedaille bei den Europameisterschaften 2011 in Turin.
Minibajew nahm an den Weltmeisterschaften 2009 in Rom teil und wurde im Turmspringen Zehnter. 2011 in Shanghai erreichte er im 10-m-Turmspringen und mit Sacharow im 10-m-Synchronspringen jeweils Rang vier. Beim FINA-Diving-Grand Prix 2010 in Moskau konnte er vom Turm sowohl im Einzel als auch im Synchronwettbewerb zwei Siege feiern.